# Stanisław Dziwisz
Stanisław Jan Dziwisz (Raba Wyżna, 27 de abril de 1939) é um cardeal polaco, arcebispo emérito de Cracóvia. Foi secretário particular do Papa João Paulo II.

## Vida
Foi o quinto filho de Stanisław e Zofia Bielarczyk. Estudou no Liceu Clássico de Nowy Targ; em 1957 ingressou no Seminário Maior de Cracóvia. Depois de seis anos de estudos filosóficos e teológicos foi ordenado sacerdote aos 23 de junho de 1963 na Catedral de Cracóvia, pelo Arcebispo Karol Wojtyła. De 1963 a 1965 trabalhou como vice-pároco na paróquia de Maków Podhalański, depois estudou liturgia na Faculdade de Teologia de Cracóvia, onde conseguiu a licença em teologia, no ano de 1967. Em 1981 defendeu a tese de doutorado, sobre: O culto a São Estanislau, Bispo de Cracóvia durante o Concílio de Trento; com esta tese obteve o título de doutor em teologia pela Pontifícia Faculdade de Teologia de Cracóvia.
De outubro de 1966 a outubro de 1978 foi capelão e secretário particular do Arcebispo de Cracóvia Karol Wojtyła. No mesmo tempo foi professor de liturgia junto ao Instituto Superior Catequético de Cracóvia, redator no periódico oficial da Cúria Episcopal: Notificationes e Curia Metropolitana Cracoviensi, membro e secretário da Comissão litúrgica arquidiocesana e membro do Conselho Presbiterial.
Nos anos de 1974 e 1975 participou dos trabalhos no Comitê do Ano Santo, também trabalhou na Comissão geral do Sínodo Arquidiocesano de Cracóvia, de 1972 a 1979. Foi co-redator do cerimonial diocesano e do manual paroquial.
Da eleição do Papa João Paulo II, em outubro de 1978, até a sua morte em 2 de abril de 2005, desenvolveu a função de secretário particular do Sumo Pontífice, tornando-se o seu mais direto e íntimo colaborador, desde as atividades apostólicas até os momentos difíceis da doença.
Em 1985, o Papa João Paulo II conferiu-lhe o título de Prelado de Sua Santidade e em 1996 o encargo de Protonotário apostólico. Em 1987 tornou-se vice-presidente da Fundação João Paulo II. Em 1995 foi nomeado Canônico do Capítulo Metropolitano de Leopoli, na Ucrânia e em 1997, Canônico do Capítulo Metropolitano de Cracóvia.

## Episcopado
Em 7 de fevereiro de 1998, João Paulo II, o nomeia Bispo-titular de San Leone e Prefeito Adjunto da Casa Pontifícia; foi ordenado bispo pelo Papa João Paulo II, em 19 de março do mesmo ano. Escolheu como lema de vida episcopal: Sursum corda! (Corações ao alto!). Em 29 de setembro de 2003, foi elevado a dignidade de Arcebispo.
Em 3 de junho de 2005, Papa Bento XVI o nomeia como Arcebispo Metropolitano de Cracóvia e toma posse no dia 27 de agosto de 2005, com entrada solene na Catedral de Wawel e celebrando missa na praça central.
Aos 4 de novembro de 2005 inicia em Cracóvia o processo rogatório sobre as heroicidades e sobre as virtudes do Servo de Deus João Paulo II (Karol Wojtyła). Uma das importantes decisões do novo arcebispo é a fundação em Cracóvia do Centro João Paulo II - Non abbiate paura (não tenhais medo), que funciona junto ao Santuário da Divina Misericórdia, em Łagiewniki, na Polônia.
Foi criado cardeal por Bento XVI, aos 24 de março de 2006, com o título da Igreja de Sancta Maria del Popolo. O Papa Francisco aceitou sua renúncia ao governo pastoral da arquidiocese de Cracóvia em 8 de dezembro de 2016.

## Conclaves
- Conclave de 2013 - participou da eleição de Jorge Mario Bergoglio como Papa Francisco.